# الجامعة المركزية الخاصة
الجامعــة المركزيـة الخــاصة وألّتي كانت تدعا سابقا بالجامعة الخاصّة لإدارة الأعمال والتّكنلوجيا هي مؤسّسة تعليم عالي خاصّة معترف بها من قبل الدّولة التّونسيّة, وهي متواجدة بقلب تونس العاصمة.
تطبّق هذه الجامعة في نظامها التّعليمي منظومة إمد.
في عام 2010 تمّ إعادة هيكلتها وأبحت تضمّ 4 مدارس عليا:
- المدرسة المركزية للعلوم الطبية والصحة
- المدرسة المركزية للهندسة الخاصة بتونس
- المدرسة المركزية للحقوق والتصرف
- المدرسة المركزية للآداب والفنون وعلوم الإتصال

## الخدمات والنّشاطات
- التّعليم والتّدريب للمرحلة الجامعية 1 و2 و3
- التكوين
- البحث العلمي

## الشّهادات
- شهادة مهندس
- شهادة تقني سامي
- الأستاذية
- الإجازة المطبّقة والأساسيّة
- الماجستير

## ملاحظة
هذا المقال مترجمة كلّيّا أو جزئيّا من الفرنسيّة إلى العربيّة، المقال الأصلي هو:Université centrale, قائمة الكتّاب الأصليّين للمقال: الكتّاب

## روابط ذات علاقة
قائمة الجامعات في تونس

## روابط خارجيّة
- (بالفرنسية) الموقع الرّسمي للجامعة المركزية الخاصة.